# 卫斯理·米勒
卫斯理·米勒（英語：Wesley C. Miller，1894年12月27日—1962年4月19日）为一位美国音讯工程师。他曾3次被提名奥斯卡最佳音响效果奖，1次提名奥斯卡最佳视觉效果奖。

## 精选影视作品
提名：
- 蓬岛仙舞（英语：Brigadoon (film)） (1954)[1]
- 爱我否则离开我（英语：Love Me or Leave Me (film)） (1955)[2]
- 巴黎之恋（英语：Les Girls） (1957)[3]